# Lilla sjön, Dalarna
Lilla sjön är en sjö i Säters kommun i Dalarna och ingår i Dalälvens huvudavrinningsområde.